# NGC 6927A
NGC 6927A (другие обозначения — PGC 64924, MCG 2-52-15) — эллиптическая галактика (E5) в созвездии Дельфин.
Этот объект не входит в число перечисленных в оригинальной редакции «Нового общего каталога» и был добавлен позднее.